# The Hamiltons (2006)
The Hamiltons é um filme de 2006 horror independente dirigido pelos Irmãos Butcher (Mitchell Altieri e Phil Flores). Cory Knauf estrela como um adolescente que deve decidir se para ajudar as vítimas que seus irmãos mais velhos ter sequestrado.
Sinopse
Após a morte dos pais, a família Hamilton tenta encontrar alguma estabilidade no local onde vivem. Francis (Cory Knauf), a irmã caçula, encontra uma câmera e com ela resolve fazer um retrato de sua família para um dever escolar. Simultaneamente David (Samuel Child) trabalha em um matadouro, enquanto que os gêmeos Wendell (Joseph McKelheer) e Darlene (Mackenzie Firgens) não têm muito o que fazer.
Elenco
Cory Knauf como Francis Hamilton
Samuel crianças como David Hamilton
Joseph McKelheer como Wendell Hamilton
Mackenzie Firgens como Darlene Hamilton
Rebekah Hoyle como Samantha Teal
Brittany Daniel como Dani Cummings
Al Liner como Paul Glenn
Jena caça como Kitty Davies
Vidro Tara como Jenna Smith
Larry Laverty como Larry Davies
Joe Egender como Allen Davies
Nicholas Fanella como Lenny Hamilton
Jackie Honea como Mrs. Hamilton
John Krause como o Sr. Hamilton
Nathan Parker Calças tão quente
Continuação
A sequencia, The Thompsons, foi lançado em 2012. []
Recepção
Em uma revisão positiva, Robert Koehler, do Variety afirma que o Hamiltons "se recusa a jogar pela maioria das regras de gênero". [] Joshua Siebalt de DreadCentral avaliaram o filme 3.5 / 5 estrelas e chamou-lhe "um filme maldito sólida." [ ] Brad Miska de Bloody Disgusting classificado 3.5 / 5 estrelas e chamou-lhe "um filme de terror verdadeiramente único, o que leva até um momento final que é certo para deixá-lo em estado de choque." [] em uma revisão mista , Bill Gibron da Verdict DVD descreveu o filme como amador, mas o melhor Após a entrada escuro Horrorfest naquele ano. [] Scott Weinberg de DVD Talk avaliaram o filme 2.5 / 5 estrelas e descreveu-o como "um caso muito amador." [] Don R. Lewis de Film Threat avaliaram o filme 4.5 / 5 estrelas e afirma que os Hamilton é "um dos melhores filmes de terror indie em um grande tempo longo." Scott Collura da IGN avaliaram o filme 5/10 e criticou valores do filme de produção e falta de Gore, embora ele chamou de "um sólido pouco filme de terror". []
Prêmios
Os Hamiltons ganhou o prêmio do júri no Festival Internacional de Cinema de Santa Barbara e no Festival de Cinema de Malibu International. []
1. ↑  «The Thompsons Take Center Stage in the Butcher Brothers' The Hamiltons 2 - Dread Central». Dread Central (em inglês). 28 de abril de 2010. Consultado em 17 de junho de 2016
2. ↑  «Review: 'The Hamiltons'». Variety (em inglês). 16 de fevereiro de 2006. Consultado em 17 de junho de 2016
3. 1 2  «Hamiltons, The (2006) - Dread Central». Dread Central (em inglês). 21 de novembro de 2006. Consultado em 17 de junho de 2016
4. ↑  «DVD Verdict Review - The Hamiltons». DVD Verdict. Consultado em 17 de junho de 2016
5. ↑  «The Hamiltons». DVD Talk. Consultado em 17 de junho de 2016
6. ↑  «The Hamiltons». IGN. Consultado em 17 de junho de 2016
7. ↑  «Chiller Theater». www.pittsburghmagazine.com. Consultado em 17 de junho de 2016